# Baisong
Baisong (kinesiska: 白松, 白松乡) är en socken i Kina. Den ligger i provinsen Sichuan, i den sydvästra delen av landet, omkring 490 kilometer sydväst om provinshuvudstaden Chengdu. Antalet invånare är 3694. Befolkningen består av 1 856 kvinnor och 1 838 män. Barn under 15 år utgör 21,0 %, vuxna 15-64 år 70 %, och äldre över 65 år 7,0 %.
Genomsnittlig årsnederbörd är 649 millimeter. Den regnigaste månaden är juli, med i genomsnitt 229 mm nederbörd, och den torraste är december, med 1 mm nederbörd.